# Madura (ö)
Madura är en omkring 4 250 km² stor ö öster om Java i Indonesien. På Madura bor omkring fyra miljoner människor, varav en majoritet talar maduresiska.